# خليط

الخليط أو المزيج أو المخلوط هو مادة كيميائية متجانسة أو غير متجانسة ممتزجة بدون روابط كيميائية بين العناصر الكيميائية أو المركبات الكيميائية فيها والتي قد تكون موجودة بنسب مختلفة، وبالتالي يحتفظ كل بخواصه وشكله، ويمكن فصل المخاليط بالطرق الكيميائية والفيزيائية.
لا يوجد تغييرات كيميائية في المزائج، أي أن كل مادة موجودة في المزيج تحتفظ بخواصها الفردية وشكلها السابق قبل وضعها في المخلوط. ولكن الخواص الفيزيائية قد تتغير قليلاً، فمثلاً تتغير درجة الانصهار للمخلوط عن درجات حرارة مكوناته الفردية.
المزيج المتجانس هي المزائج التي لها تركيب وخواص محددة، أي أن أي كمية من المخلوط لها نفس التركيب والخواص. مثال لذلك المحاليل وبعض السبائك (ولكن ليس كلها).
المزيج اللا متجانس هي المزائج التي لا يكون لها تركيب محدد، مثال الجرانيت. وتكون البيتزا مثال جيد للمزائج اللا متجانسة. ويقال على المزائج اللا متجانسة أن لها حالات عديدة (ولا يجب الخلط بين ذلك وبين حالة المادة)، أي أنه يمكن فصل أجزاء من المزيج بالطرق الكيميائية.

رسم ذري يوضح الفرق بين الخليط المتجانس وغير المتجانس

## الخليط المتجانس
الخليط المتجانس هو خليط صلب أو سائل أو غازي له نفس نسب مكوناته في أي عينة ولا يرى بالعين المجردة وتتوزع مكوناته بنظام على العكس، يحتوي خليط غير متجانس على مكونات تختلف نسبها في العينة ويمكن ملاحظة مكوناتها بالعين المجردة ولا تتوزع مكونات ها بنظام. «متجانسة» و«غير متجانسة» ليست شروط مطلقة ولكنها تعتمد على السياق وحجم العينة. في الكيمياء، يعني التعليق المتجانس للمواد أنه عند تقسيم الحجم إلى النصف، يتم تعليق نفس كمية المواد في نصفي المادة؛ ومع ذلك، قد يكون من الممكن رؤية الجسيمات تحت المجهر. مثال على خليط متجانس هو الهواء.
الخليط المتجانس هو خليط صلب أو سائل أو غازي له نفس نسب مكوناته في أي عينة. على العكس، يحتوي خليط غير متجانس على مكونات تختلف نسبها في العينة. «متجانسة» و«غير متجانسة» ليست شروط مطلقة ولكنها تعتمد على السياق وحجم العينة. في الكيمياء، يعني التعليق المتجانس للمواد أنه عند تقسيم الحجم إلى النصف، يتم تعليق نفس كمية المواد في نصفي المادة؛ ومع ذلك، قد يكون من الممكن رؤية الجسيمات تحت المجهر. مثال على خليط متجانس هو الهواء. 
في الكيمياء الفيزيائية وعلم المواد يشير هذا إلى المواد والمخاليط الموجودة في مرحلة واحدة. هذا على النقيض من مادة غير متجانسة. 

## المحلول
كان الحل هو نوع خاص من الخليط المتجانس. والحلول متجانسة لأن نسبة المذاب إلى المذيب تظل كما هي طوال المحلول حتى إذا كانت متجانسة مع مصادر متعددة، ومستقرة لأن المذاب لن يستقر بعد أي فترة زمنية، ولا يمكن إزالته بواسطة مرشح أو بواسطة جهاز طرد مركزي. هذا النوع من الخليط مستقر جدًا، بمعنى أن جزيئاته لا تستقر أو تنفصل.مثل المحلول المتجانس، يكون للمحلول طور واحد (سائل) على الرغم من أن المذاب والمذيب يمكن أن يختلفان: على سبيل المثال، المياه المالحة 

## الغازات
يمكن وصف الهواء بشكل أكثر تحديدًا كمحلول غازي (الأكسجين وغازات أخرى مذابة في المكون الرئيسي، النيتروجين). وبما أن التفاعلات بين الجزيئات لا تلعب أي دور تقريباً، فإن الغازات المخففة تشكل حلولاً بسيطة. في جزء من الأدبيات، لا يتم تصنيفها حتى كحلول. في الفضاء بين الجزيئي الغاز هو أكبر وجاذبية بين الجزيئات الأقل.وعلى حسب الوصف السابق نستنتج ان الغازات خلائط متجانسة

## المواد الصلبة
في الكيمياء، الخليط هو مادة لا تحتوي على اثنين أو أكثر من العناصر أو المركبات التي لا ترتبط بمساهمة  مع بعضها البعض والتي تحتفظ هويتها الكيميائية والفيزيائية الخاصة بها؛ - مادة تحتوي على مادتين أو أكثر من المواد المادية. إن المزاءج، بالمعنى الأوسع، عبارة عن مادتين أو أكثر من الناحية المادية في نفس المكان، لكن لا يتم الجمع بينهما كيميائياً، وبالتالي لا يتم النظر في النسب بالضرورة. 

## المقاييس
تمتلك المخاليط المتجانسة نفس نسب المكونات المختلفة في عينة معينة (أو عينات متعددة بنسب مختلفة)، مما يخلق خليطًا ثابتًا. ومع ذلك، يمكن أن يكون هناك نوعان من المخاليط المتجانسة من نفس النوع من المواد يختلفان بشكل كبير عن بعضهما البعض ويمكن أن يكونان متجانسين لجعل ثابت. المخاليط المتجانسة لها دائما نفس التكوين. يمكن تمييز الخلائط بكونها قابلة للفصل بالوسائل الميكانيكية، على سبيل المثال. الحرارة والترشيح والفرز الجاذبية، الخ.